# National Provincial Championship Division 2 1994
La National Provincial Championship Division 2 1994 fue la decimonovena edición de la segunda división del principal torneo de rugby de Nueva Zelanda.

## Sistema de disputa
El torneo se disputa en formato todos contra todos a una sola ronda, los primeros cuatro clasificados al finalizar la fase regular clasifican a semifinales, los ganadores de estas clasifican a la final, el equipo que gana la final se corona campeón y asciende directamente a Primera División.
El equipo que termina en último lugar desciende directamente a la Tercera División.

## Campeonato
Tabla de posiciones
| Pos. | Equipo                  | Encuentros | Encuentros | Encuentros | Encuentros | Tantos | Tantos | Tantos | PB | PB | Puntos |
| Pos. | Equipo                  | PJ         | PG         | PE         | PP         | F      | C      | Dif    | BO | BD | Puntos |
| ---- | ----------------------- | ---------- | ---------- | ---------- | ---------- | ------ | ------ | ------ | -- | -- | ------ |
| 1.º  | Hawke's Bay             | 8          | 8          | 0          | 0          | 399    | 172    | +227   | 0  | 0  | 32     |
| 2.º  | Southland               | 8          | 7          | 0          | 1          | 284    | 177    | +107   | 0  | 0  | 28     |
| 3.º  | Bay of Plenty           | 8          | 6          | 0          | 2          | 314    | 227    | +87    | 0  | 0  | 24     |
| 4.º  | Northland               | 8          | 5          | 0          | 3          | 343    | 166    | +177   | 0  | 1  | 21     |
| 5.º  | Manawatu                | 8          | 4          | 0          | 4          | 260    | 222    | +38    | 0  | 1  | 17     |
| 6.º  | Nelson Bays             | 8          | 3          | 0          | 5          | 156    | 279    | -123   | 0  | 0  | 12     |
| 7.º  | South Canterbury        | 8          | 2          | 0          | 6          | 218    | 269    | -51    | 0  | 2  | 10     |
| 8.º  | Wairarapa Bush          | 8          | 1          | 0          | 7          | 155    | 304    | -149   | 0  | 0  | 4      |
| 9.º  | Horowhenua-Kapiti Rugby | 8          | 0          | 0          | 8          | 107    | 420    | -313   | 0  | 1  | 1      |

|  | Semifinalistas.               |
|  | Desciende a Tercera División. |

### Semifinales
| 8 de octubre | Northland | 22 - 29 | Southland |  |  |

| 8 de octubre | Hawke's Bay | 65 - 18 | Bay of Plenty |  |  |

### Final
| 15 de octubre | Southland | 10 - 38 | Hawke's Bay |  |  |

| Bandera de Nueva Zelanda |
| Campeón Southland        |
| Tercer título            |